# حظك هذا الأسبوع (فلم)
حظك هذا الأسبوع، فيلم مصري كوميدي بطولة إسماعيل ياسين وشادية وعبد السلام النابلسي وحسن فايق، من تاليف أبو السعود الإبياري وإخراج حلمي رفلة.

## قصة الفيلم
يحكي أن إسماعيل يس كان يحب شادية وهي تحبه وفي يوم من الأيام كان عبد السلام النابلسي صاحب إسماعيل يس ذهب بثريا حلمي إلى إسماعيل يس ليجعلها تغني في تياتروا أبو إسماعيل يس فجائت شادية فعتقدت أنّهُ يخونها وبعدها جاء رياض القصبجي لكي يسرق منزل إسماعيل يس فقال له إسماعيل يس ان يقتلة ولكن علي غفلة فكتبوا عقد وبعدها قال عبد السلام النابلسي لشادية علي كل شيء فعندها حاول رياض القصبجي قتله لكنها لم تأتِ عليه فبعدها عمل إسماعيل يس وشادية في كزينو فحاول مرة تانية قتلة لكنة فلت فذهب إسماعيل يس وشادية الي رياض القصبجي فقال لهم انة باع العقد الي رجل اخر فحاول الرجل قتلة لكنة هرب فذهب عبد السلام النابلسي ورياض القصبجي لهذا الرجل فلم يوافق علي عدم قتلة فجائت الشرطة وقبضت علية وتزوج إسماعيل يس بشادية.

## أغاني الفيلم

### شادية
- سبع سواقي
- خد بالك

### إسماعيل يس
- لست ادري

### إسماعيل يس وشادية
- مصر بين عهدين
- ياسم يادم

### ثريا حلمي
- قلولي جملة